# Pictetia pubescens
Pictetia pubescens är en ärtväxtart som beskrevs av Ferdinand von Hochstetter. Pictetia pubescens ingår i släktet Pictetia och familjen ärtväxter. Inga underarter finns listade i Catalogue of Life.